# Mitologia persiana
La mitologia persiana è il compendio delle tradizioni e storie di antica origine, che coinvolgono esseri straordinari e soprannaturali. Tratta del passato leggendario della Persia, che riflette gli atteggiamenti della società a cui prima appartenevano - atteggiamenti verso il confronto tra bene e male, le azioni degli dei, yazats (dei minori), e le gesta di eroi e creature favolose. I miti svolgono un ruolo cruciale nella cultura iraniana e la nostra comprensione di essi è aumentata da quando li si considera nel contesto della storia iraniana.
A questo scopo si debbono ignorare i moderni confini politici e guardare gli sviluppi storici della Persia, una vasta area che copre il Caucaso, la Mesopotamia, l'Anatolia e l'Asia Centrale, al di là delle frontiere di oggi dell'Iran. La geografia di questa regione, con le sue alte catene montuose, svolge un ruolo significativo in molte delle storie mitologiche. Il II millennio a.C. è generalmente considerato come l'età della migrazione a causa della comparsa nell'Iran occidentale di una nuova forma di ceramica iraniana, simile alle precedenti merci del nord-est della Persia, portando all'arrivo degli antichi popoli iranici. Queste ceramiche, colorate dal grigio chiaro al nero, apparvero intorno al 1400 a.C. Vengono chiamate primi manufatti grigi o ferro I, quest'ultima denominazione indicante l'inizio dell'età del ferro in questa zona.

## Caratteristiche
La mitologia persiana è allo stesso tempo molto vicina e profondamente diversa dalla mitologia dell'induismo. È molto vicina perché il popolo iraniano è, tra tutti i popoli indoeuropei, quello la cui lingua ha più affinità con il sanscrito e anche quella che ha conservato più similitudini con gli ariani dell'India. I termini "iraniano" e "ariano" hanno la stessa radice linguistica. È tuttavia profondamente diverso da esso, perché la religione degli antichi persiani acquisì presto un carattere molto più morale che mitologico.
Michel Bréal afferma: 
(Bréal, Hercule e Cacus)

## Testi chiave
La principale collezione di mitologia persiana è contenuta nello Shahnameh di Firdusi, scritto oltre mille anni addietro. L'opera di Firdusi richiama fortemente, con l'attribuzione, le storie e i personaggi del mazdeismo e zoroastrismo, non solo dell Avestā, ma anche da testi più tardi, come il Bundahishn  e il Denkard, così come molti altri.

## Sfondo religioso

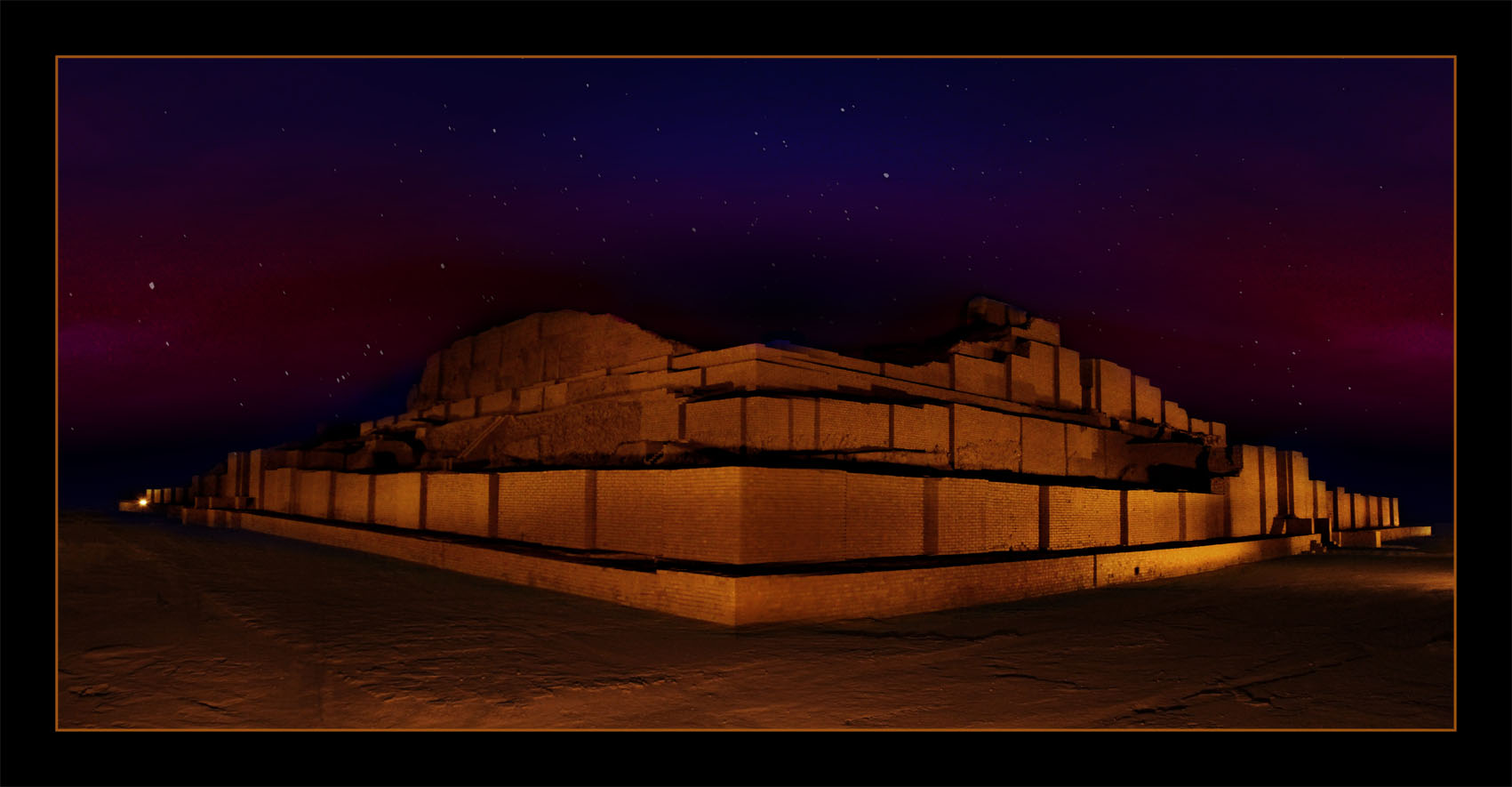
Il siggurat Chogha Zanbil.

I personaggi della mitologia persiana quasi sempre rientrano in uno dei due campi. Essi sono buoni o cattivi e rappresentano il bene o il male. La discordia risultante rispecchia gli ideali nazionalistici dell'epoca islamica così come le percezioni morali ed etiche del periodo zoroastriano, in cui il mondo era percepito come bloccato in una battaglia tra il distruttivo Ahriman, le sue orde demoniache dew e i loro non persiani sostenitori, contro il creatore Ormuz, che pur non interferendo negli affari del genere umano, era rappresentato in tutto il mondo dagli izad e dal giusto ahlav iranico.

### Ormuz
Ormuz (Ahura Mazda) è il maestro e il creatore del mondo; è sovrano onnisciente, è il dio dell'ordine; ha il sole per occhi; il cielo è la sua veste, ricamata di stelle; Atar, il lampo, è suo figlio; Apô, le Acque, sono le sue mogli. Ma Ahura Mazda non è l'unico dio; è solo la prima di sette divinità supreme, le Amshaspand, che regnano ciascuna su parte della creazione e che sembrano essere solo una duplicazione, una moltiplicazione di Ahura Mazda.
Sotto Ormazd e le sei Amshaspand, la mitologia iraniana si colloca come divinità benefiche: Mitra, il "maestro dello spazio libero"; Tistrya, il dio della tempesta; Verethragna, il dio della vittoria; conosceva anche un gran numero di altri dei della stessa natura, gli Ized.

### Arimane
Proprio come Ormuz è circondato da sei Amshaspand e altre divinità benefiche, Angra Mainyu (Ahriman), il dio malvagio che invade la creazione per sconvolgere il suo ordine e che è concepito sotto forma di un serpente, è accompagnato da sei demoni dell'oscurità cosmica e da un gran numero di altre divinità malvagie.

### Demoni
Ci sono molti demoni o daēva (in persiano: div) nella mitologia persiana. Il nome deriva dalla parola indo-europea deiva che significa "celeste, geniale". Come gli indiani ariani, gli iraniani pre-zoroastriani consideravano i demoni come esseri santi e sacri; ma Zoroastro respinse daēva e lo chiamò cattivo. Nonostante ciò, i persiani che vivevano a sud del Mar Caspio continuarono ad adorare i demoni e resistettero alle pressioni per far loro accettare lo zoroastrismo. La leggenda del Demone Bianco (Div-e Sepid in persiano) del Mazandaran sopravvive ancora oggi. Il dio zoroastriano del male, Ahriman o Angra Mainyu (cioè il cattivo pensiero) nell'Avestā ha perso la sua identità originale e talvolta è rappresentato come un div. I dipinti religiosi post-islamici raffigurano il dio come un uomo gigante con un corpo coperto di punti e con due corna.

## I miti
Il più importante, si potrebbe quasi dire che l'unico mito della religione iraniana, è il doppio mito di Ahura Mazda e Ahriman.

### Una lotta mitica
Il mito di Ormuz e Ahriman consiste essenzialmente nella lotta dei due gruppi di esseri divini. Questa lotta ci appare in una doppia forma, materiale o spirituale. Nella lotta materiale, Ahriman vuole invadere il cielo; viene ricacciato all'inferno; nella lotta spirituale o mistica, Ahriman, il principio dell'oscurità, del disordine, del male, è allo stesso modo represso da Ormuz, dio della luce, dell'ordine e del bene. Nel primo caso, l'arma di Ormuz è Atar, il lampo; nel secondo caso, è la pietà o addirittura la preghiera, personificata sotto il nome di Vohu Mano.
La religione iraniana fu quindi fortemente sistematizzata; questo sistema non era meno filosofico e morale che mitologico.

### Il bene e il male

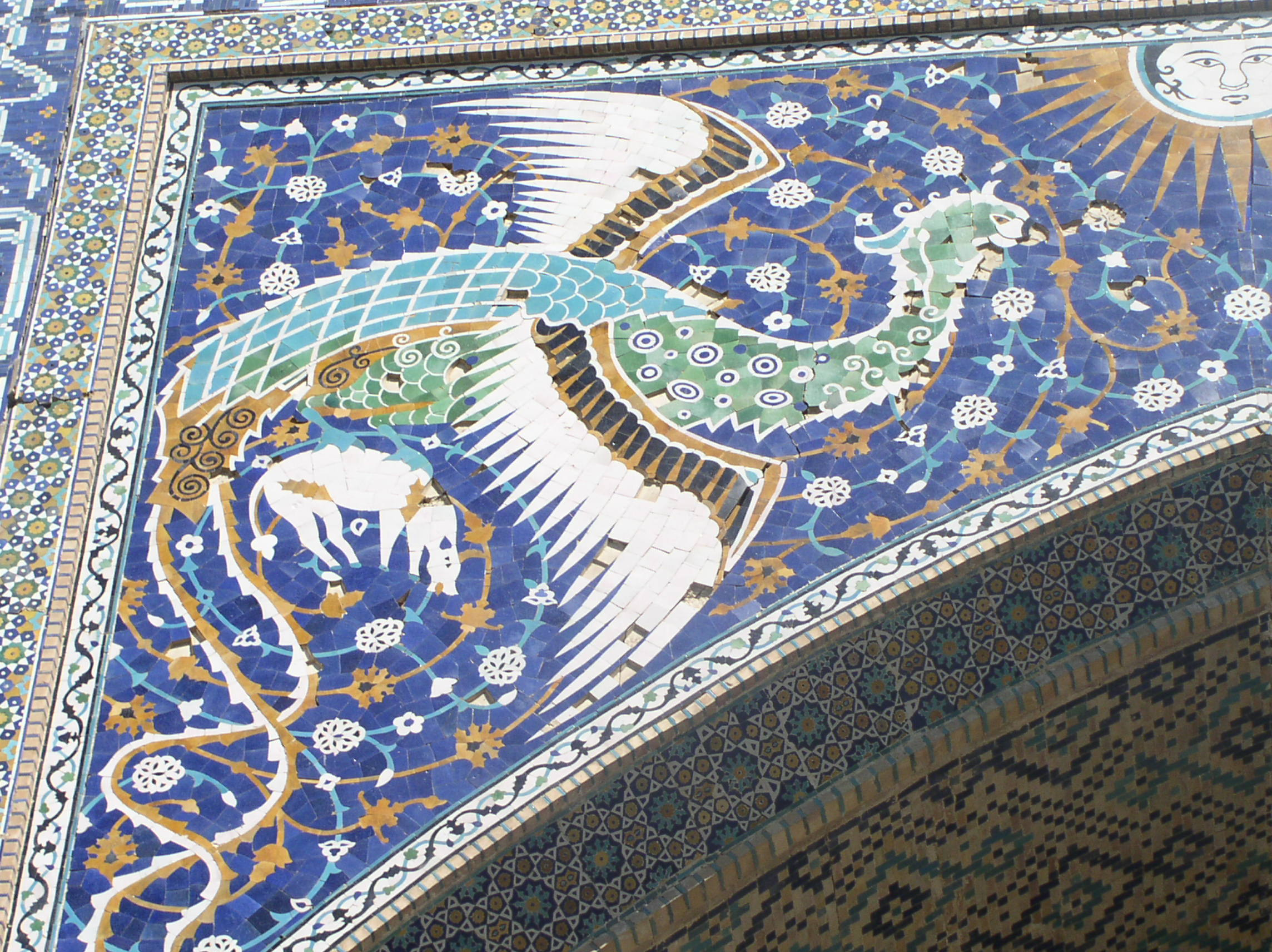
Simurgh (essere simile alla fenice) decorazione all'esterno della madrasa Nadir Divan-Beghi, a Bukhara.

Il più famoso personaggio leggendario dei poemi persiani e della mitologia è Rostam. Dall'altra parte della barricata si trova Zahhak, un simbolo del dispotismo che venne, infine, sconfitto da Kāve che ha guidato una rivolta popolare contro di lui. Zahhak (azi Dahaka) era sorvegliato da due vipere, che uscivano dalle sue spalle. Non importa quante volte venissero decapitate, poiché spuntavano sempre nuove teste a proteggerlo. Il serpente, come in molte altre mitologie, era un simbolo del male, ma molti altri animali e uccelli appaiono nella mitologia iraniana, e, in particolare, gli uccelli come segno di buon auspicio. I più famosi di questi sono Simurgh, un grande uccello bello e potente e Homa, un uccello reale di vittoria la cui piume adornavano le corone.
Peri è considerata una bella donna, anche se personaggio del male nella mitologia persiana, a poco a poco è diventata meno malvagia e più bella, fino a quando, nel periodo islamico, divenne un simbolo di bellezza simile alle urì del Paradiso.

## Galleria d'immagini

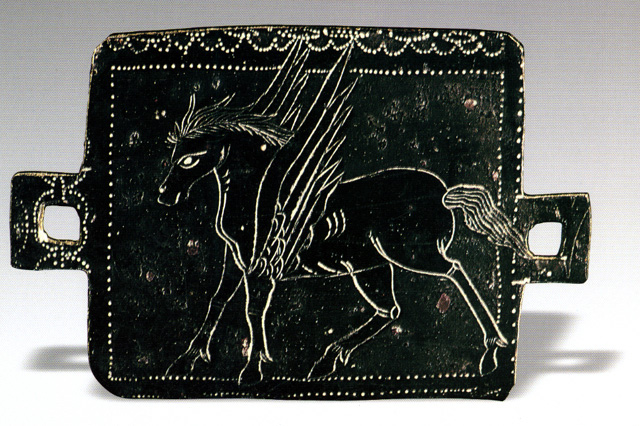
Piatto in bronzo dell'era dei Parti con Pegaso dipinto ("Pegaz" in persiano). Ritrovato a Masjed-e Soleyman.
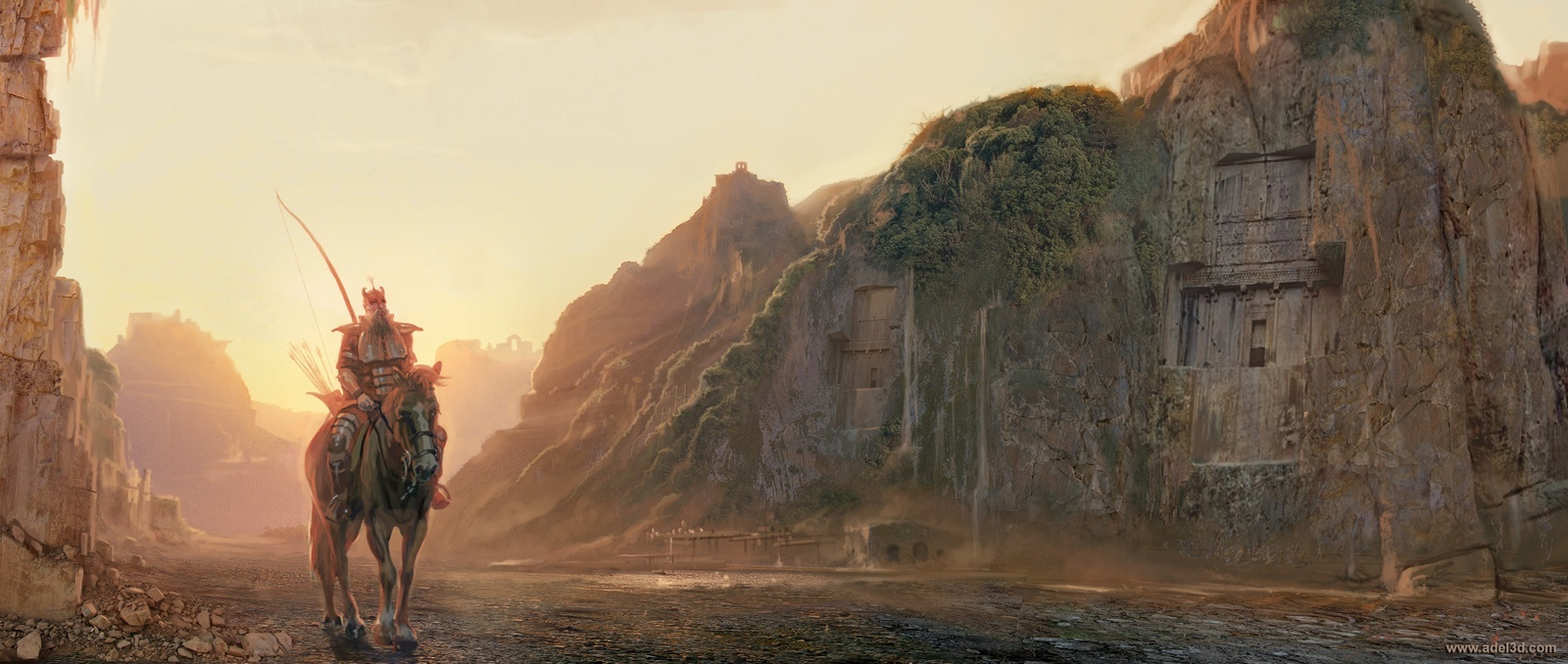
Persia, Rostam a cavallo attraverso la storia di Adel Adili.
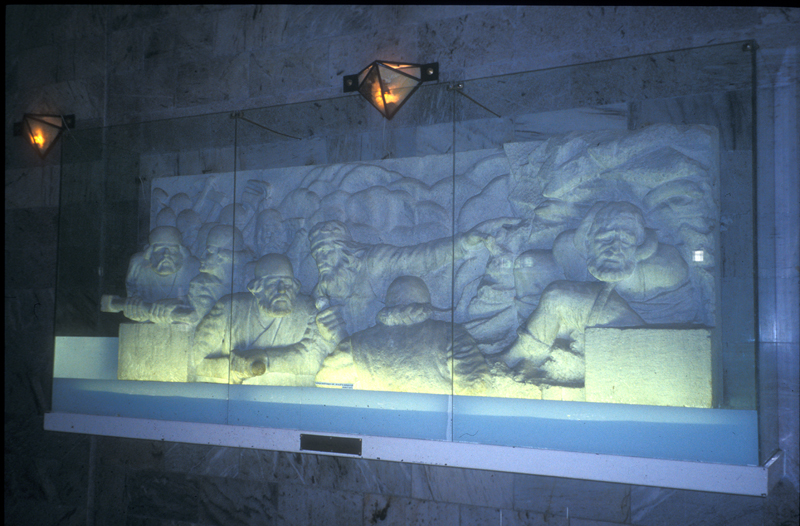
Bassorilievo di Tus che rappresenta mitiche storie popolari della Persia.